# Апро, Антал
Антал Апро (венг. Apró Antal, 8 февраля 1913, Сегед, Австро-Венгрия — 9 декабря 1994, Будапешт, Венгрия) — венгерский государственный деятель, председатель Национального Собрания ВНР (1971—1984).

## Биография
Являлся внебрачным сыном служанки еврейского происхождения. После завершения обучения в 8-летке работал помощником маляра. 
С 1930 г. был членом Национальной ассоциации венгерских строительных рабочих. В 1931 г. вступил в Венгерскую коммунистическую партию (ВКП). В 1935 г. был одним из организаторов забастовки рабочих-строителей. В сентябре 1944 г. вступил в Центральный Комитет Партии мира (легального прикрытия компартии), отвечал за получение оружия для сопротивления.
В январе 1945 г. возглавил профсоюзной отдел ВКП.
- 1948−1951 гг. — генеральный секретарь Национального совета профсоюзов,
- 1949—1952 гг. и в июле-ноябре 1953 г — член Президентского совета. Подвергся критике со стороны Матьяша Ракоши и Эрнё Герё за то, что «следуя указаниям империалистов начал организовывать антипартийную группу»,
- 1952—1953 гг. — министр промышленности строительных материалов,
- 1953—1956 гг. — первый заместитель министра строительства,
- 1955 г. — являлся членом Комитета по реабилитации жертв показательных процессов,
- октябрь 1956 г. — министр строительства в правительстве Имре Надя и член Политбюро ВПТ. Во время Венгерского восстания охарактеризовал его участников как фашистских путчистов. 2 ноября 1956 года, за два дня до подавления восстания, он бежал в ставку советского командования в город Тёкёль. Затем перевезён в Сольнок. С 4 ноября в правительстве Яноша Кадара, отвечал за промышленный блок. С декабря он возглавлял экономическую комиссию, а в 1957 г. был назначен заместителем председателя Совета Министров,
- 1956—1957 гг. — председатель Национального совета «Патриотического народного фронта»,
- 1958—1961 гг. — первый заместитель председателя Совета Министров ВНР,
- 1961—1971 гг. — постоянный представитель в СЭВ,
- 1971—1984 гг. — председатель Национального собрания Венгрии.

В 1976−1989 гг.  — председатель Общества венгерско-советской дружбы.
В 1980 г. был выведен из состава Политбюро ЦК ВСРП.  В 1989 г. сдал депутатский мандат и отошел от политической жизни.

## Личная жизнь
Был женат, имел троих детей. Его внучка, дочь Пирошки Апро (Apró Piroska; род. 6 марта 1947) — известный венгерский экономист, депутат Европейского парламента Клара Добрев (род. 1972), жена бывшего  премьер-министра Ференца Дьюрчаня.

## Награды
- Орден Октябрьской Революции (07.02.1973).
- Орден Трудового Красного Знамени (03.04.1985).
- Орден Дружбы народов (07.02.1983).